# Sid Lucero
Sid Lucero, bürgerlich Timothy Mark Pimentel Eigenmann (* 12. März 1981 in Quezon City, Philippinen) ist ein philippinischer Schauspieler.

## Filmografie (Auswahl)

### Fernsehserien
- 2003/2004: Narito Ang Puso Ko
- 2004: Hanggang Kailan
- 2004: Krystala
- 2005: Darna
- 2005: Etheria: Ang Ikalimang Kaharian ng Encantadia
- 2007: Kokey
- 2007: Mga Kuwento ni Lola Basyang
- 2008: Kung Fu Kids
- 2008: Ligaw na Bulaklak
- 2009: Komiks Presents: Flash Bomba
- 2009: Your Song Presents: Gaano Kita Kamahal
- 2009/2010: Dahil May Isang Ikaw
- 2010: Habang May Buhay
- 2010: Magkano Ang Iyong Dangal?
- 2010: Precious Hearts Romances Presents: Alyna
- 2010: Your Song Presents: Andi
- 2011: Amaya
- 2012: Hindi Ka Na Mag-iisa
- 2012: Legacy
- 2013: Katipunan
- 2013: Love & Lies
- 2013: Magkano Ba Ang Pag-ibig?
- 2014: My Destiny
- 2015: Magpakailanman: Misis Vs Beki

### Filme
- 2006: Heremias
- 2007: Tambolista
- 2007: Siquijor: The Mystic Island
- 2007: Batanes: Sa Dulo Ng Walang Hanggan
- 2008: Selda
- 2009: Sabungero
- 2011: Tween Academy: Class of 2012
- 2012: Captive – Entführt (Captive)
- 2012: The Reunion
- 2013: Death March
- 2016: Hele Sa Hiwagang Hapis (A Lullaby to the Sorrowful Mystery)